# Johann André Forfang
Johann André Forfang, norveški smučarski skakalec, * 4. julij 1995, Tromsø, Norveška.
Forfang je v svetovnem pokalu debitiral decembra 2014 v Zakopanah.

## Dosežki

### Zmage v svetovnem pokalu
| #  | Sezona  | Datum            | Kraj             | Skakalnica               | Velikost |
| -- | ------- | ---------------- | ---------------- | ------------------------ | -------- |
| 1. | 2015/16 | 12. marec 2016   | Titisee-Neustadt | Hochfirstschanze HS 142  | VE       |
| 2. | 2017/18 | 4. februar 2018  | Willingen        | Mühlenkopfschanze HS 145 | VE       |
| 3. | 2018/19 | 1. december 2018 | Nižni tagil      | Tramplin Stork HS 134    | VE       |